# Platanthera stricta
Platanthera stricta är en orkidéart som beskrevs av John Lindley. Platanthera stricta ingår i släktet nattvioler, och familjen orkidéer. Inga underarter finns listade i Catalogue of Life.

## Bildgalleri

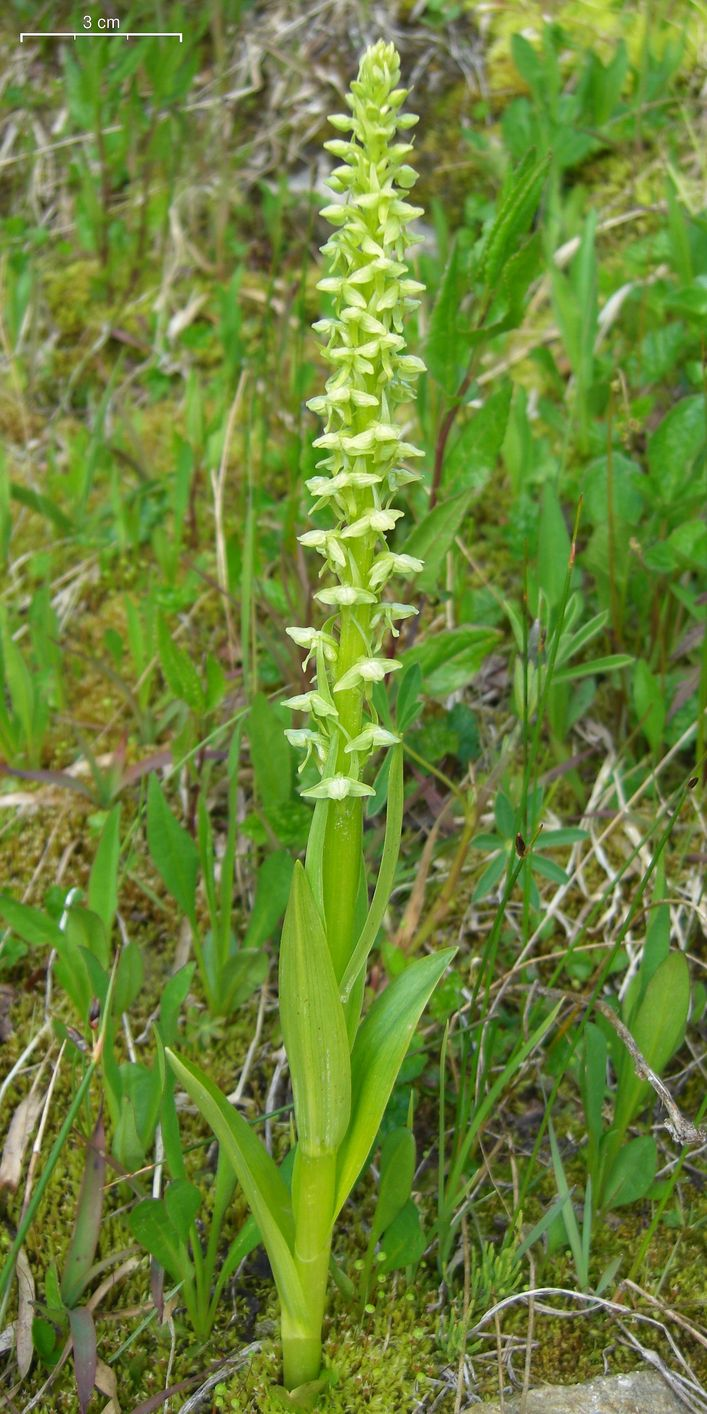
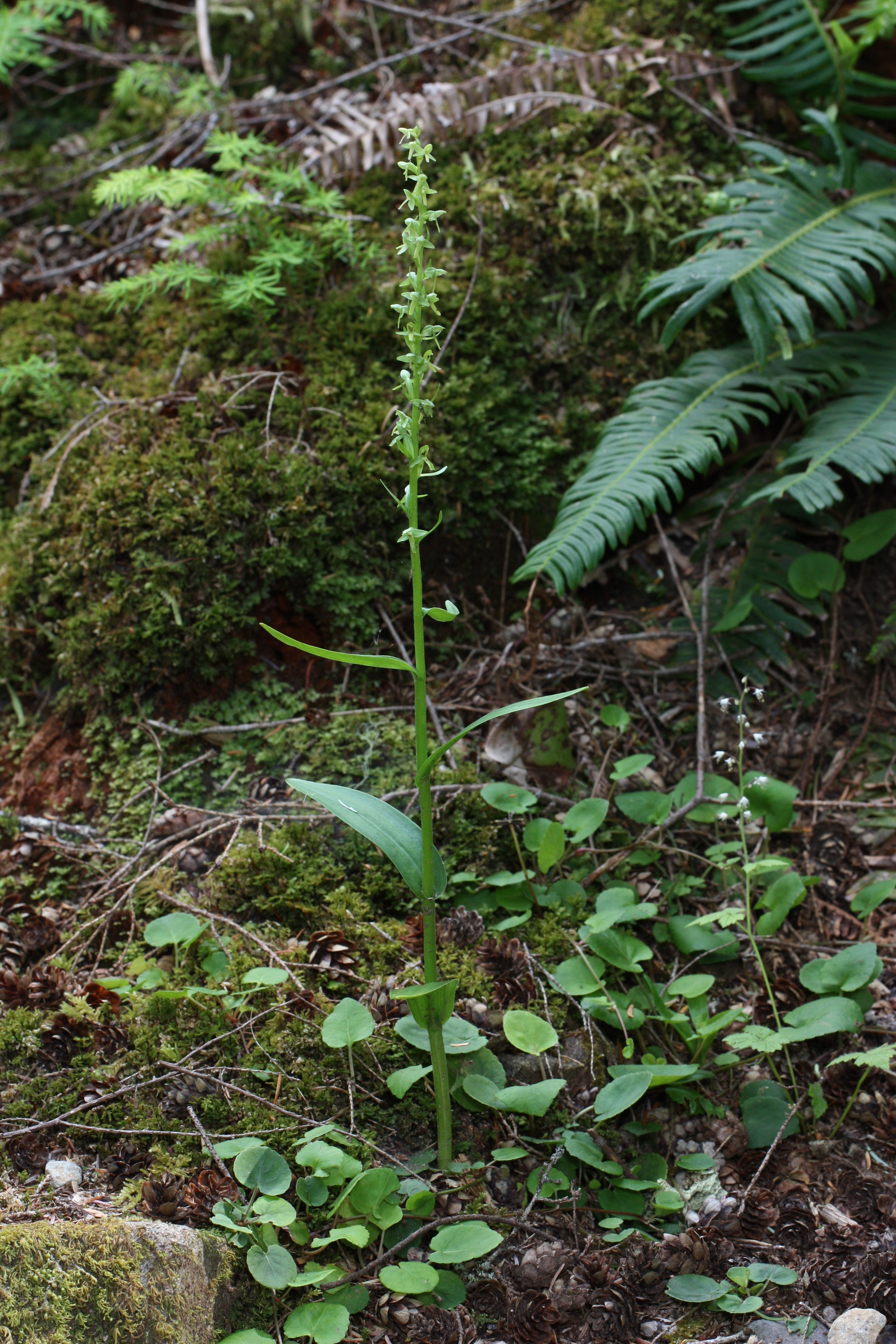
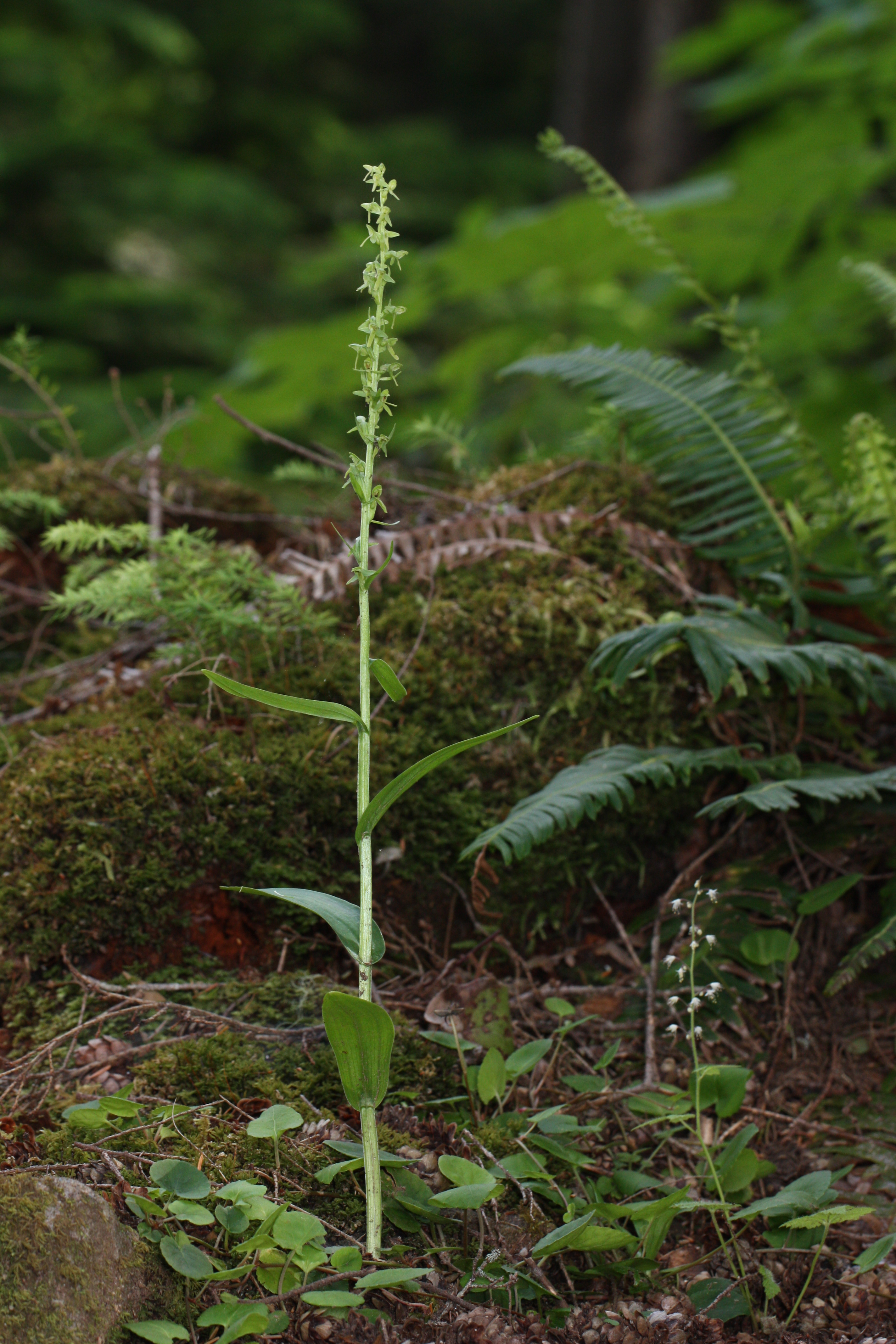
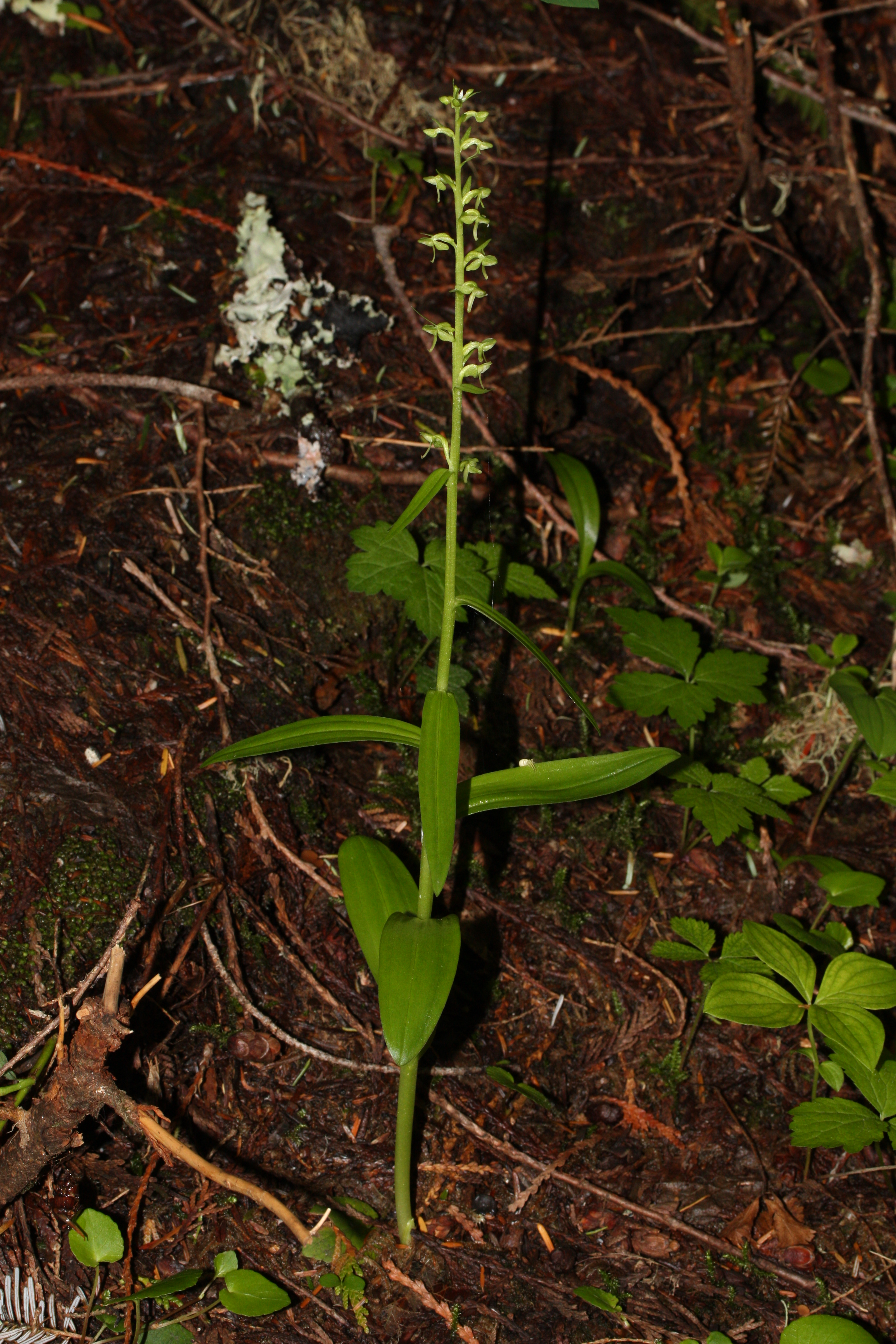
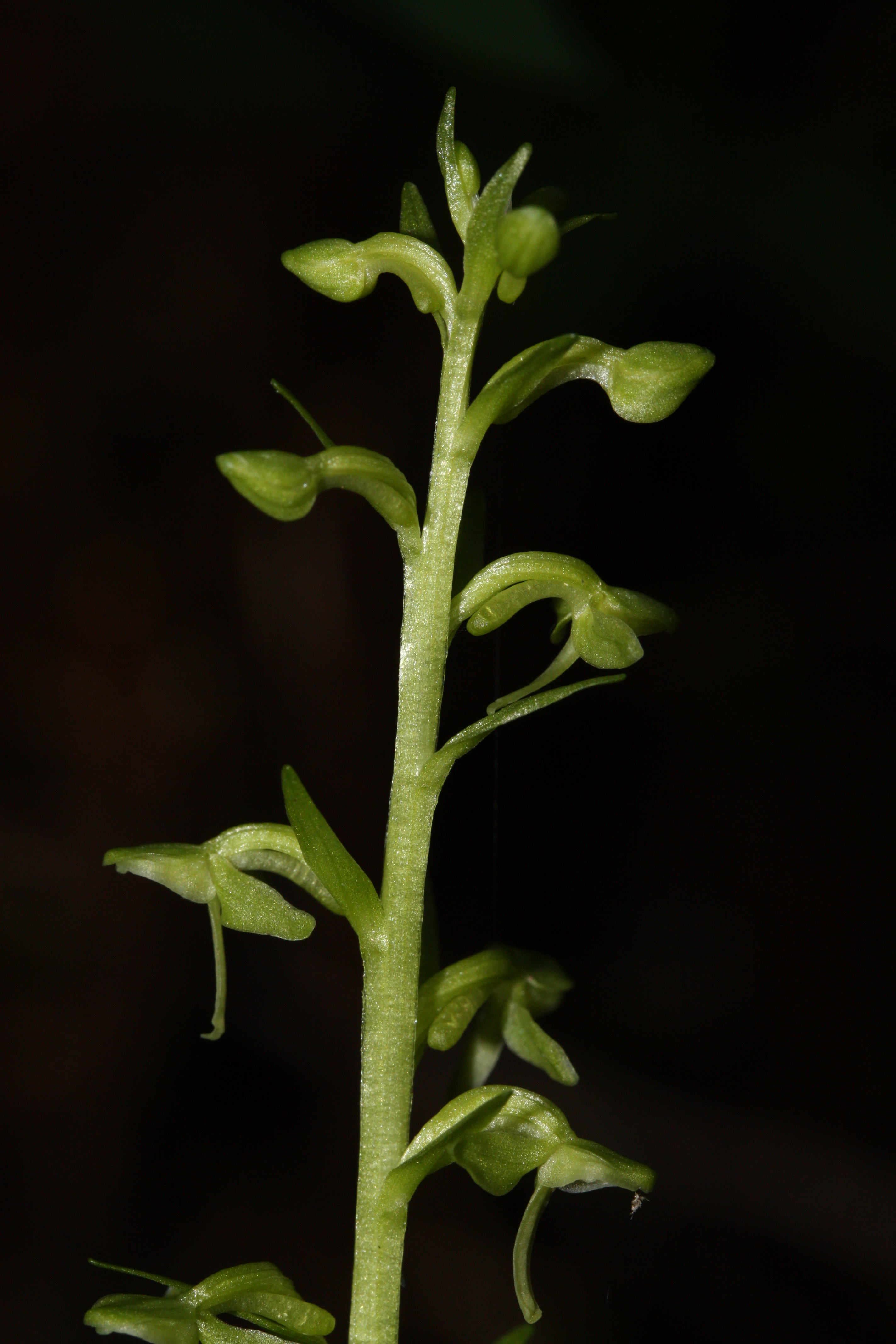
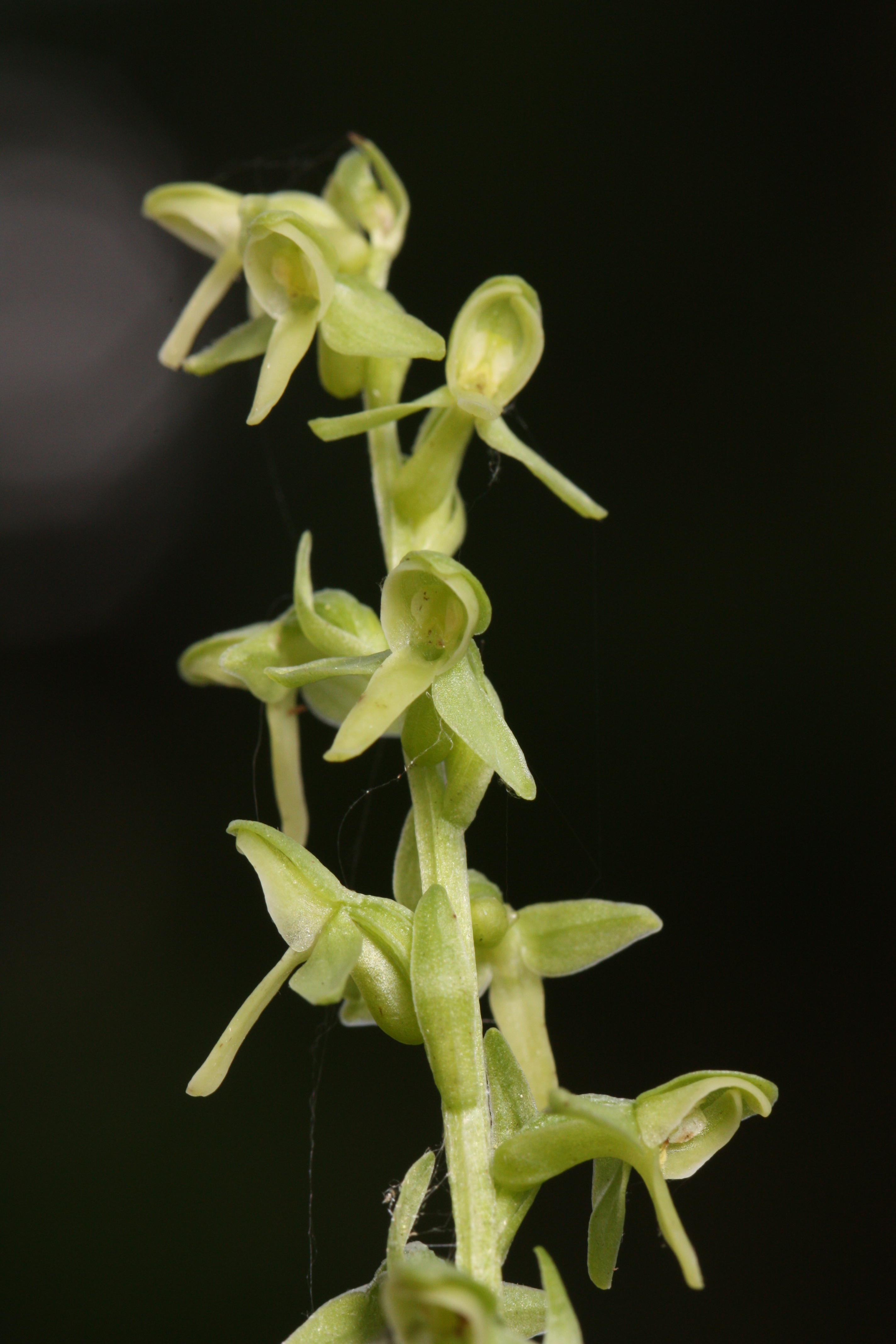